# Natação no Campeonato Europeu de Esportes Aquáticos de 2014 - 4x100 m livre feminino
A prova do revezamento 4x100 metros livre feminino da natação no Campeonato Europeu de Esportes Aquáticos de 2014 ocorreu no dia 18 de agosto em Berlim, na Alemanha. 

## Calendário
| Fase  | Data         | Hora  |
| ----- | ------------ | ----- |
| Final | 18 de agosto | 19:16 |

Todos os horários estão no horário local (UTC+1)

## Recordes
Antes desta competição, os recordes eram os seguintes:
| Recorde mundial       | Austrália     | 3:30.98 | Glasgow   | 24 de julho de 2014 |
| Recorde europeu       | Países Baixos | 3:31.72 | Roma      | 26 de julho de 2009 |
| Recorde do campeonato | Países Baixos | 3:33.62 | Eindhoven | 18 de março de 2008 |

## Medalhistas
| Ouro                                                                          | Prata                                                                               | Bronze                                                                       |
| Suécia · Michelle Coleman · Magdalena Kuras · Louise Hansson · Sarah Sjöström | Países Baixos · Inge Dekker · Maud van der Meer · Esmee Vermeulen · Femke Heemskerk | Itália · Alice Mizzau · Erika Ferraioli · Giada Galizi · Federica Pellegrini |

## Resultados final
Esse foi o resultado da final. 
| Pos.              | Raia | Nacionalidade | Nadadoras                                                                                               | Tempo   | Notas |
| ----------------- | ---- | ------------- | --- | ------- | ----- |
| Medalha de ouro   | 4    | Suécia        | Michelle Coleman (53.85) Magdalena Kuras (55.55) Louise Hansson (54.28) Sarah Sjöström (52.14)          | 3:35.82 |       |
| Medalha de prata  | 5    | Países Baixos | Inge Dekker (54.50) Maud van der Meer (54.49) Esmee Vermeulen (54.49) Femke Heemskerk (52.78)           | 3:36.26 |       |
| Medalha de bronze | 6    | Itália        | Alice Mizzau (55.25) Erika Ferraioli (54.14) Giada Galizi (54.59) Federica Pellegrini (53.65)           | 3:37.63 |       |
| 4                 | 7    | Rússia        | Veronika Popova (53.94) Viktoriya Andreeva (55.24) Arina Openyshena (54.80) Margarita Nesterova (54.57) | 3:38.55 |       |
| 5                 | 2    | França        | Charlotte Bonnet (54.86) Anna Santamans (54.99) Cloé Hache (55.29) Coralie Balmy (55.07)                | 3:40.21 |       |
| 6                 | 3    | Finlândia     | Hanna-Maria Seppälä (55.44) Noora Laukkanen (57.40) Mimosa Jallow (55.94) Jenna Laukkanen (58.24)       | 3:47.02 |       |
| —                 | 8    | Dinamarca     | Jeanette Ottesen (53.59) Julie Levisen Mie Nielsen Pernille Blume                                       |         | DSQ   |

Legenda
| Recorde mundial       | Recorde mundial (World record)               |                       | Recorde africano                      | Recorde africano (African) |                                           | Q | Classificado por posição (Qualified) |
| Recorde do campeonato | Recorde do campeonato (Championship record)  | Recorde da América    | Recorde da América (Americas)         | q                          | Classificado por melhor tempo (Qualified) |   |                                      |
| Melhor marca do ano   | Melhor marca do ano (World leading)          | Recorde asiático      | Recorde asiático (Asian)              | DNS                        | Não largou (Did not start)                |   |                                      |
| Recorde nacional      | Recorde nacional (National record)           | Recorde europeu       | Recorde europeu (European)            | DNF                        | Não terminou (Did not finish)             |   |                                      |
| Recorde pessoal       | Recorde pessoal do atleta (Personal best)    | Recorde da Oceania    | Recorde da Oceania (Oceania)          | DSQ / DQ                   | Desclassificado (Disqualified)            |   |                                      |
| Recorde da temporada  | Recorde da temporada do atleta (Season best) | Recorde sul-americano | Recorde sul-americano (South America) | NM                         | Sem marca (No mark)                       |   |                                      |